# Vanessa abyssinica
Vanessa abyssinica är en fjärilsart som beskrevs av Cajetan Freiherr von Felder och Rudolf Felder 1867. Vanessa abyssinica ingår i släktet Vanessa och familjen praktfjärilar.
Arten förekommer i Afrika från Etiopien till Kenya, Tanzania, Uganda, Rwanda och Demokratiska republiken Kongo.